# Harlan Marbley
Harlan Joseph Marbley, född 11 oktober 1943 i White Oak i Maryland, död 13 maj 2008, var en amerikansk boxare.
Marbley blev olympisk bronsmedaljör i lätt flugvikt i boxning vid sommarspelen 1968 i Mexico City.